# Эпициклоида
Эпицикло́ида (от др.-греч. ὲπί — на, над, при и κύκλος — круг, окружность) — плоская кривая, образуемая фиксированной точкой окружности, катящейся по внешней стороне другой окружности без скольжения.
По свидетельству Лейбница, Оле Рёмер ранее 1676 года сделал важное в практическом отношении открытие, что эпициклоидические зубцы в зубчатом колесе производят наименьшее трение.

## Уравнения
Если центр неподвижной окружности находится в начале координат, её радиус равен {\displaystyle R}, радиус катящейся по ней окружности равен {\displaystyle r}, то эпициклоида описывается параметрическими уравнениями относительно {\displaystyle \varphi }:
{\displaystyle {\begin{cases}x=(R+r)\cos \varphi -r\cos(\alpha +{\frac {R+r}{r}}\varphi )\\y=(R+r)\sin \varphi -r\sin(\alpha +{\frac {R+r}{r}}\varphi )\end{cases}}}
где {\displaystyle \alpha } — угол поворота точки, описывающей эпициклоиду, относительно центра подвижной окружности в момент начала движения (против часовой стрелки от оси x), {\displaystyle \varphi } — параметр, но фактически это угол наклона отрезка между центрами к оси {\displaystyle OX}.
Можно ввести величину {\displaystyle \textstyle k={\frac {R}{r}}}, тогда уравнения предстанут в виде
{\displaystyle {\begin{cases}x=r(k+1)\left(\cos \varphi -{\frac {\cos((k+1)\varphi )}{k+1}}\right)\\y=r(k+1)\left(\sin \varphi -{\frac {\sin((k+1)\varphi )}{k+1}}\right)\end{cases}}}
Величина {\displaystyle k} определяет форму эпициклоиды. При {\displaystyle k=1} эпициклоида образует кардиоиду, а при {\displaystyle k=2} — нефроиду. Если {\displaystyle k} — несократимая дробь вида {\displaystyle {\frac {m}{n}}} ({\displaystyle m,n\in \mathbb {N} }), то {\displaystyle m} — это количество каспов данной эпициклоиды, а {\displaystyle n} — количество полных вращений катящейся окружности. Если {\displaystyle k} иррациональное число, то кривая является незамкнутой и имеет бесконечное множество несовпадающих каспов.

Эпициклоиды при разных значениях параметра k:
(кардиоида)
(нефроида)

- {\displaystyle k=1} (кардиоида)
- {\displaystyle k=2} (нефроида)
- {\displaystyle k=3}
- {\displaystyle k={\frac {3}{4}}}
- {\displaystyle k={\frac {1}{3}}}
- {\displaystyle k=0.5={\frac {1}{2}}}
- {\displaystyle k=2.1={\frac {21}{10}}}
- {\displaystyle k=3.8={\frac {19}{5}}}
- {\displaystyle k=5.5={\frac {11}{2}}}
- {\displaystyle k=7.2={\frac {36}{5}}}

## Получение

Эскиз для доказательства

Пусть {\displaystyle P} - искомая точка, {\displaystyle \alpha } - угол отклонения точки {\displaystyle P} от точки касания двух окружностей, {\displaystyle \theta } - угол отклонения между центрами данных окружностей.
Так как окружность катится без скольжения, то {\displaystyle \ell _{R}=\ell _{r}}
По определению длины дуги окружности:
```

  

    

      

        

          
ℓ

          

            
R

          

        

        
=

        
θ

        
R

        
∧

        

          
ℓ

          

            
r

          

        

        
=

        
α

        
r

      

    

    
{\displaystyle \ell _{R}=\theta R\land \ell _{r}=\alpha r}

  

```

Из данных двух утверждений выплывает, что
```

  

    

      

        
θ

        
R

        
=

        
α

        
r

      

    

    
{\displaystyle \theta R=\alpha r}

  

```

Получаем соотношения для {\displaystyle \alpha }:
```

  

    

      

        
α

        
=

        

          

            
R

            
r

          

        

        
θ

      

    

    
{\displaystyle \alpha ={\frac {R}{r}}\theta }

  

```

Пусть центр неподвижной окружности {\displaystyle A}, центр второй окружности {\displaystyle B}. Очевидно, что {\displaystyle {\overrightarrow {AB}}+{\overrightarrow {BP}}={\overrightarrow {AP}}}
Перепишем в координатах:
```

  

    

      

        

          

            

              
A

              
P

            

            
→

          

        

        
=

        

          

            

              
(

              

                
(

                

                  
R

                  
+

                  
r

                

                
)

              

              
cos

              
⁡

              
θ

              
;

              

                
(

                

                  
R

                  
+

                  
r

                

                
)

              

              
sin

              
⁡

              
θ

              
)

            

            
→

          

        

        
+

        

          

            

              
(

              
r

              
cos

              
⁡

              

                
(

                

                  
π

                  
+

                  
θ

                  
+

                  
α

                

                
)

              

              
;

              
r

              
sin

              
⁡

              

                
(

                

                  
π

                  
+

                  
θ

                  
+

                  
α

                

                
)

              

              
)

            

            
→

          

        

        
=

        

          

            

              
(

              

                
(

                

                  
R

                  
+

                  
r

                

                
)

              

              
cos

              
⁡

              
θ

              
−

              
r

              
cos

              
⁡

              

                
(

                

                  
θ

                  
+

                  
α

                

                
)

              

              
;

              

                
(

                

                  
R

                  
+

                  
r

                

                
)

              

              
sin

              
⁡

              
θ

              
−

              
r

              
sin

              
⁡

              

                
(

                

                  
θ

                  
+

                  
α

                

                
)

              

              
)

            

            
→

          

        

      

    

    
{\displaystyle {\overrightarrow {AP}}={\overrightarrow {(\left(R+r\right)\cos \theta ;\left(R+r\right)\sin \theta )}}+{\overrightarrow {(r\cos \left(\pi +\theta +\alpha \right);r\sin \left(\pi +\theta +\alpha \right))}}={\overrightarrow {(\left(R+r\right)\cos \theta -r\cos \left(\theta +\alpha \right);\left(R+r\right)\sin \theta -r\sin \left(\theta +\alpha \right))}}}

  

```

Следовательно позиция точки {\displaystyle p}:
{\displaystyle x=\left(R+r\right)\cos \theta -r\cos \left(\theta +\alpha \right)=\left(R+r\right)\cos \theta -r\cos \left({\frac {R+r}{r}}\theta \right)}
{\displaystyle y=\left(R+r\right)\sin \theta -r\sin \left(\theta +\alpha \right)=\left(R+r\right)\sin \theta -r\sin \left({\frac {R+r}{r}}\theta \right)}